# Huang Po-jui

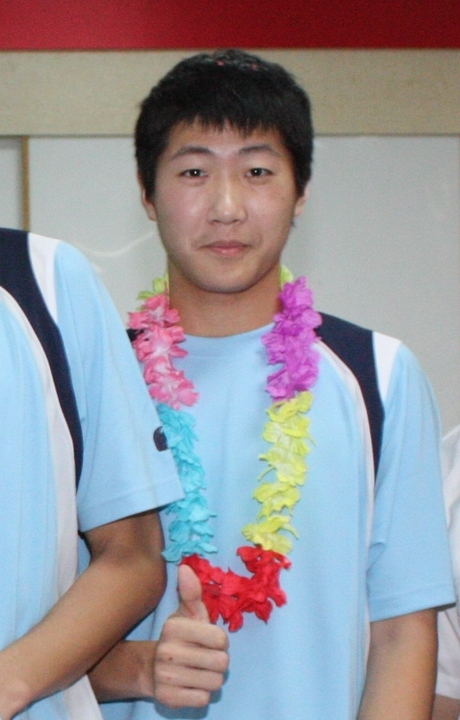
Huang Po-Jui, 2020

Huang Po-jui (chinesisch 黃柏睿, Pinyin Huáng Bóruì, * 11. April 1993) ist ein taiwanischer Badmintonspieler.

## Karriere
Huang Po-jui gewann bei der Junioren-Badmintonasienmeisterschaft 2011 Gold im Herrendoppel mit Lin Chia-yu. Bei der folgenden Juniorenweltmeisterschaft wurde er Zweiter im Doppel und Dritter mit dem taiwanischen Team. Im Jahr zuvor hatte er bei den Erwachsenen bereits Rang drei im Mixed bei den Kaohsiung International 2010 belegt. Bei den Macau Open 2011 wurde er Neunter im Doppel.